# فيشاي سريفادانابرابها
فيشاي سريفادانابرابها (4 أبريل 1958 - 27 أكتوبر 2018)، (بالتايلندية: วิชัย ศรีวัฒนประภา)، كان ملياردير تايلندي ورجل أعمال كما كان مالك نادي ليستر سيتي. تُوفي في إثر سقوط طائرته المروحية بعد إقلاعها من ملعب كينغ باور.

## النشأة
ترعرع فيشاي في عائلة صينية تايلاندية في العاصمة التايلاندية بانكوك.

## المسيرة المهنية
هو مؤسس ومالك ورئيس مجلس إدارة كينغ باور وديوتي فري شوب. بلغت قيمة ثروته قبل موته 3.3 مليار دولار أمريكي فكان بهذا سابع أغنى شخص في دولته الأم تايلاندا. اشترى فيتشاي النادي الإنجليزي لكرة القدم ليستر سيتي في أغسطس 2010 بعدَ ما وقعَ مع الفريق على صفقة رعاية قميصه لمدة ثلاث سنوات. عُيّن في العاشر من فبراير عام 2011 كرئيسٍ للنادي وكمستثمر فيه كذلك. ابنهُ هوَ آيوات وهو هو نائب الرئيس في الفريق.

## وفاته
توفي يوم السبت الموافق لـ 27 أكتوبر/تشرين الأول 2018 إثر تحطم مروحيته واحتراقها في موقف سيارات ملعب ليستر سيتي بعد إقلاعها من على المستطيل الأخضر.